# 三里塚 (成田市)
三里塚（さんりづか）は、千葉県成田市の大字。郵便番号は282-0011（御料牧場・成田国際空港内）、286-0111（その他）。

## 地理
成田市南東部の根木名川・木戸川上流域の分水嶺に位置し、遠山地区に所属する。周辺の駒井野、天浪、木の根、香山新田、大里、東三里塚、岩山、南三里塚、本城、西三里塚、三里塚御料、三里塚光ヶ丘と隣接する。
東側の大半の区域が新東京国際空港（現・成田国際空港）の敷地（一期地区）の一部であり、第一旅客ターミナル・A滑走路・誘導路・石油コンビナートなどの施設が置かれている。

## 歴史
発見された原始古代の遺跡密度は低いが、馬場遺跡では旧石器時代から縄文時代初期の遺物が発見されている。
もともとは取香牧（のち大字駒井野）の小字であり、地名は里程を現す塚の名称に由来しているが、佐倉城と日蓮宗日本寺のいずれを起点とした距離を示しているのか見解が分かれている。
1875年に下総牧羊場・取香種畜場（後の宮内庁下総御料牧場）が開設されたことにより、次第に集落が形成されていった。
成田市編入前は、下埴生郡遠山村に属していた。
成田空港問題では、御料牧場が空港用地に供される一方、県の要望によって居住区は敷地から外された。
三里塚の住民らが居住する民有地は用地買収や強制収用の対象とならなかったが、三里塚芝山連合空港反対同盟の指導者戸村一作や北原派を率いた北原鉱治など、三里塚闘争に参加した住民もいる。1982年には342戸が航空機騒音防止法の騒音区域指定を受けている。1985年の10.20成田現地闘争では、中核派を主力とする空港反対派と機動隊の衝突が市街地において発生した。
1986年7月1日に三里塚1番地の大字が変更され、三里塚光ヶ丘・三里塚御料・西三里塚の大字が新設された。1990年に字馬場の地価公示価格の上昇率が首都圏で1位となる。

## 世帯数と人口
2017年（平成29年）10月31日現在の世帯数と人口は以下の通りである。
| 大字   | 世帯数    | 人口    |
| ------ | --------- | ------- |
| 三里塚 | 1,559世帯 | 2,368人 |

## 小・中学校の学区
市立小・中学校に通う場合、学区は以下の通りとなる。
| 地域 | 小学校               | 中学校             |
| ---- | -------------------- | ------------------ |
| 全域 | 成田市立三里塚小学校 | 成田市立遠山中学校 |

## 施設

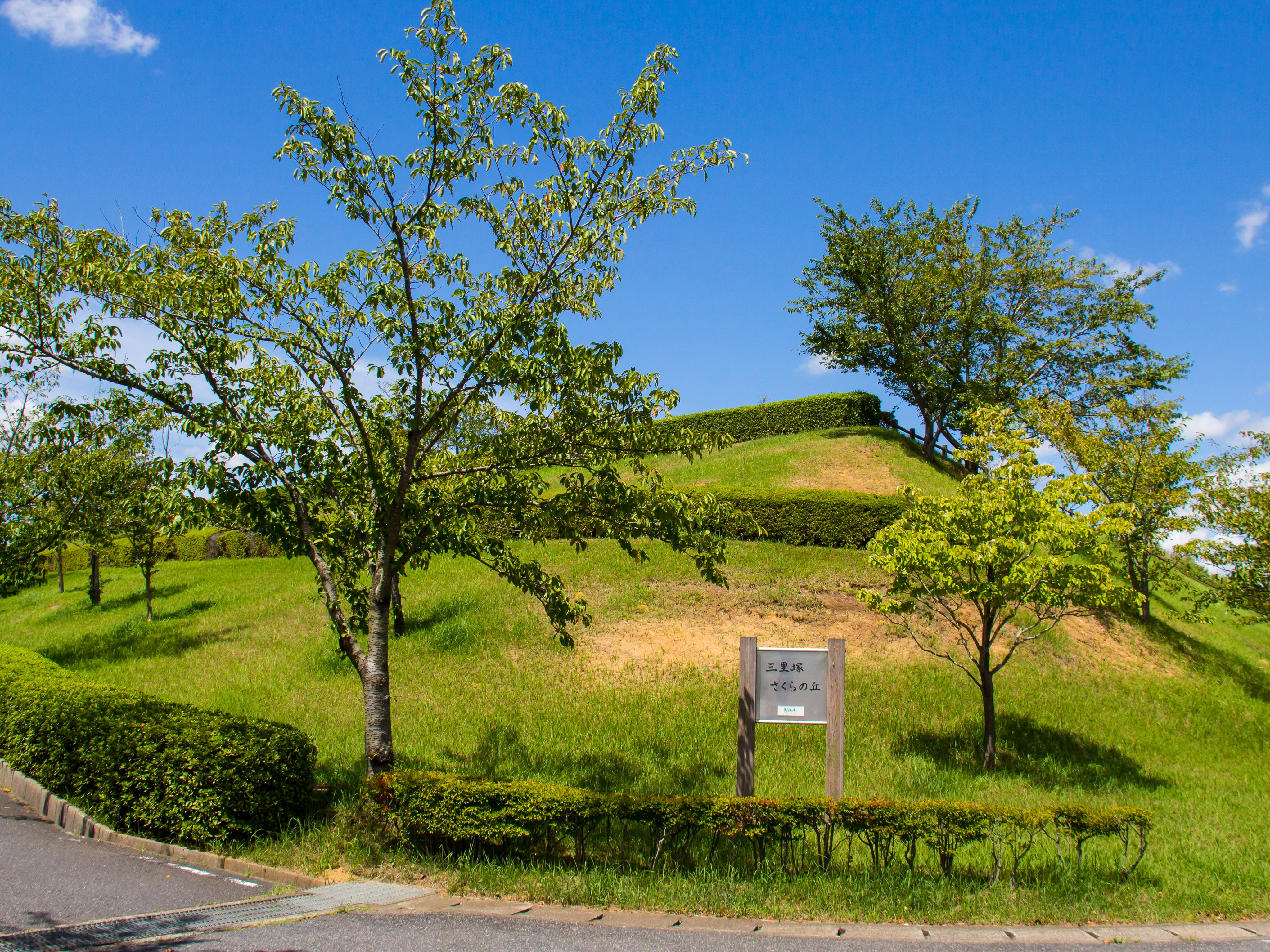
三里塚さくらの丘

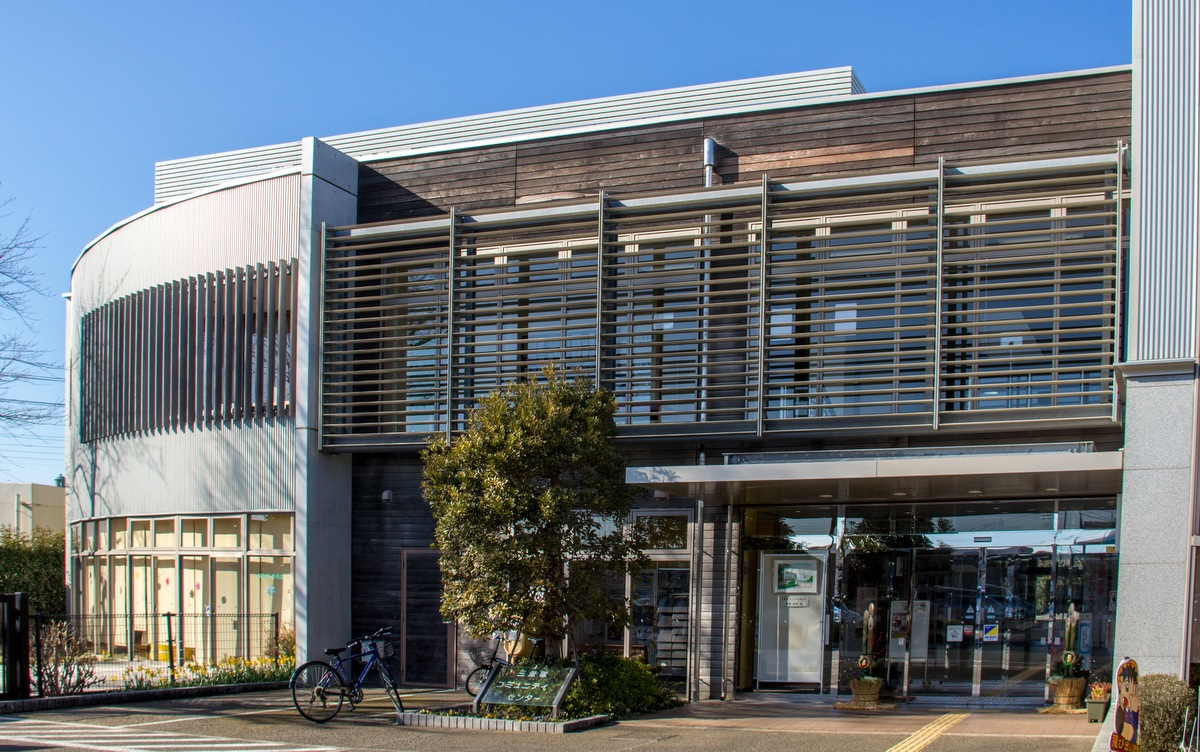
三里塚コミュニティセンター

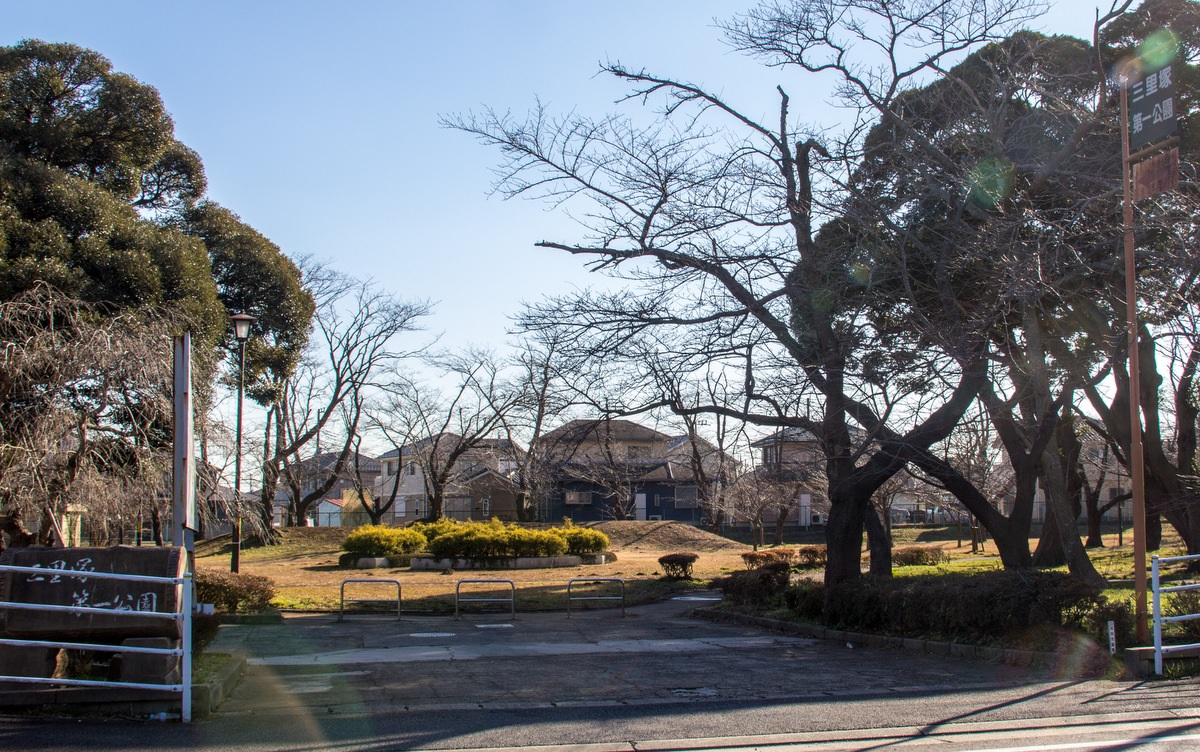
三里塚第1公園

- 成田国際空港
- 三里塚さくらの丘
- 三里塚遺跡
- 三里塚第二保育園
- 成田市消防本部 三里塚消防署
- 三里塚御料郵便局
- 天満天神社
- 三里塚第1公園
- 三里塚コミュニティセンター

## 交通

### 道路

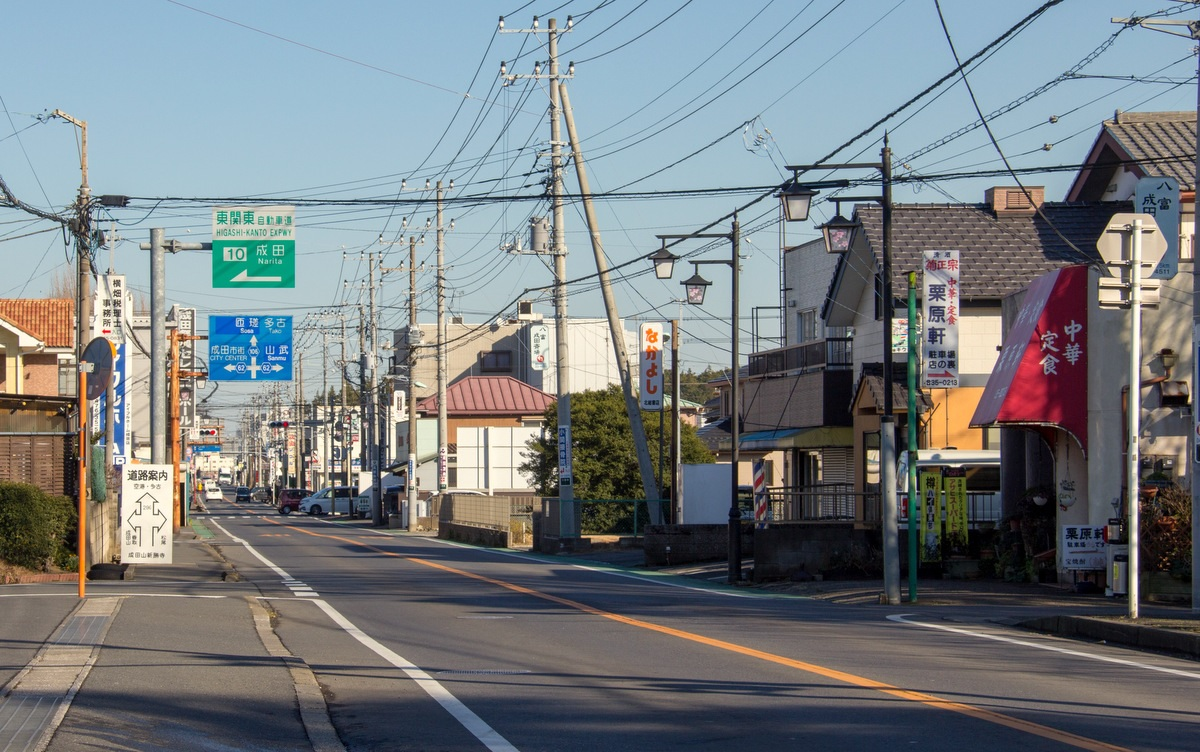
千葉県道106号八日市場佐倉線

- 千葉県道62号成田松尾線（芝山はにわ道・三里塚光ヶ丘、南三里塚方面）
- 千葉県道106号八日市場佐倉線（西三里塚方面）

### バス
- ジェイアールバス関東（東関東支店）多古本線 - 八日市場駅～多古台バスターミナル～成田空港～成田駅
  - （航空科学博物館（岩山）） - 住宅入口 - （三里塚（三里塚光ヶ丘））
- ジェイアールバス関東（東関東支店）・千葉交通（成田営業所、銚子営業所）高速バス - 八日市場駅・匝瑳市役所ルート
  - （三里塚公園（三里塚御料）） - 住宅入口 - （航空科学博物館（岩山））
- 成田空港交通・さくらの山線 - さくらの山→バンテック
  - （さくらの山（駒井野）） - 住宅入口 - （博物館入口（岩山））
- 成田空港交通・博物館線 - 成田空港～航空科学博物館～南三里塚
  - （航空科学博物館（岩山）） - 住宅入口 - （三里塚（三里塚光ヶ丘）） - 桜川 -桜川 -（本城台団地入口（本城））
- 成田市コミュニティバス（千葉交通運行）遠山ルート - 南三里塚回転所～京成成田駅～保健福祉館
  - （長原（南三里塚）） - 本城台 - （三里塚コミュニティセンター（西三里塚））